# Hjärtum
Hjärtum är en tätort i Lilla Edets kommun och kyrkbyn i Hjärtums socken, belägen vid Göta älv i södra Bohusläns inland, 6 km norr om Lilla Edet och 18 km söder om Trollhättan. 

## Historia
Namnet Hjärtum kommer från "hjort" och "hem" och nämndes första gången i skrifter på 1200-talet. 
Orten blev krigsskådeplats under Karl X Gustavs första danska krig, i Västsverige kallat Krabbefejden, då slaget vid Hjärtum ägde rum här den 27 september 1657.

### Befolkningsutveckling
| Befolkningsutvecklingen i Hjärtum 1975–2020 | Befolkningsutvecklingen i Hjärtum 1975–2020 | Befolkningsutvecklingen i Hjärtum 1975–2020 | Befolkningsutvecklingen i Hjärtum 1975–2020 | Befolkningsutvecklingen i Hjärtum 1975–2020 |
| ------------------------------------------- | ------------------------------------------- | ------------------------------------------- | ------------------------------------------- | ------------------------------------------- |
|                                             |                                             |                                             |                                             |                                             |
| År                                          |                                             |                                             | Folkmängd                                   | Areal (ha)                                  |
| 1975                                        | 1975                                        |                                             | 248                                         |                                             |
| 1980                                        | 1980                                        |                                             | 250                                         |                                             |
| 1990                                        | 1990                                        |                                             | 423                                         | 47                                          |
| 1995                                        | 1995                                        |                                             | 420                                         | 49                                          |
| 2000                                        | 2000                                        |                                             | 402                                         | 49                                          |
| 2005                                        | 2005                                        |                                             | 384                                         | 49                                          |
| 2010                                        | 2010                                        |                                             | 367                                         | 49                                          |
| 2015                                        | 2015                                        |                                             | 385                                         | 57                                          |
| 2020                                        | 2020                                        |                                             | 375                                         | 54                                          |
| Anm.: Ny tätort 1975                        |                                             |                                             |                                             |                                             |

## Samhället
I samhället ligger Hjärtums kyrka. Där finns också en av landets få kvarvarande yxsmedjor, i vilken Hjärtumsyxan (även kallad Daskebackar'n) smids på gammaldags vis. 

## Idrott
Hjärtums IS har här sin hemmaplan, Billerödsvallen.